# أسماك جلدية الزعانف
أسماك جلدية الزعانف أو الشوب البحري (الاسم العلمي: Kyphosidae)، فصيلة أسماك من رتبة الفرخيات. مواطنها الأصيلة المحيط الأطلسي والمحيط الهادي والمحيط الهندي، وعادة ما توجد قرب من الشواطئ البحرية.